# Oscar C
Oscar C är en mindre butiksgalleria i centrala Örebro mellan Kungsgatan och Köpmangatan, vilka den förbinder med en inomhusarkad. Gallerian är utförd i ett plan, men på grund av nivåskillnder i tomten, orsakade av rullstensåsen som löper genom Örebro, krävs en rulltrappa för att transportera besökare från Kungsgatans lägre markplan till Köpmangatans högre nivå. Här finns en frisersalong, restaurang, affärskedjorna JC, Wedins, liksom några lokala butiker.  Gallerian byggdes ut vid Kungsgatan och blev ännu större. Denna utbyggnad blev klar hösten 2008.